# Кубилюс, Юргис
Юргис Кубилиус или Юргис (Юрас) Кубилюс (лит. Jurgis Juras Kubilius; 27 апреля 1890, д. Гримжляй, Поневежский уезд, Ковенская губерния, Российская империя — 4 ноября 1942 под Свердловском) — литовский политический и общественный деятель, военный, юрист, губернатор Клайпедского края.

## Биография
Родился 27 апреля 1890 года в деревне Гримжляй Поневежского уезда Ковенской губернии (ныне — Биржайский район Литвы).
В 1911 году окончил учительскую семинарию в Паневежисе. Во время первой мировой войны был мобилизован в Русскую императорскую армию и направлен на обучение в московское Алексеевское военное училище.
После 1919 года Кубилюс служил в армии независимой Литвы, затем работал в министерстве обороны и общественной администрации
В 1927 году окончил правоведческий факультет Литовского университета в Каунасе.
С 1930 по 1933 годы занимал должность начальника Шяуляйского уезда.
С октября 1936 по декабрь 1938 года Юргис Кубилюс служил губернатором Клайпедского края.
С ноября 1938 стал членом Государственного совета при Президенте Литвы.
В июне 1941 года был арестован органами НКВД и депортирован в Северо-Уральский лагерь под Свердловском. В октябре 1942 года Особым совещанием НКВД был приговорен к смертной казни и через месяц расстрелян.

## Награды
- Крест Командора ордена Креста Витиса (3-я степень) 1927
- Орден Великого князя Литовского Гядиминаса (3-я степень) 1930
- Орден Витаутаса Великого (4-я степень) 1933